# Nemochovice
Nemochovice jsou obec v okrese Vyškov v Jihomoravském kraji. Žije zde 351 obyvatel.

## Název
Na vesnici bylo přeneseno původní pojmenování jejích obyvatel Nemochovici, které bylo odvozeno od osobního jména Nemoch (varianty jména Nemoj (v jehož druhé části bylo přivlastňovací mój - "můj")) a znamenalo "Nemochovi lidé".

## Historie
První písemná zmínka o obci pochází z roku 1353 (in Nemochouicz).

### Současnost
V obci je mateřská škola, pohostinství a kulturní dům, který se v současnosti (2014) opravuje. V provozu je také obchod, fitness-centrum a obecní knihovnu, ve které je zaveden veřejný internet. Je zde vybudována plynofikace, vodovod a kanalizace. Do základní školy dojíždějí děti do Brankovic.

## Obyvatelstvo

### Struktura
V obci k počátku roku 2016 žilo celkem 280  obyvatel. Z nich bylo 138 mužů a 142 žen. Průměrný věk obyvatel obce dosahoval 42,2% let. Dle Sčítání lidu, domů a bytů provedeném v roce 2011, kdy v obci žilo 261 lidí. Nejvíce z nich bylo (15,7%) obyvatel ve věku od 30 do 39 let. Děti do 14 let věku tvořily 14,6% obyvatel a senioři nad 70 let úhrnem 8%. Z celkem 223  občanů obce starších 15 let mělo vzdělání 40,4% střední včetně vyučení (bez maturity). Počet vysokoškoláků dosahoval 3,1% a bez vzdělání bylo naopak 0% obyvatel. Z cenzu dále vyplývá, že ve městě žilo 113 ekonomicky aktivních občanů. Celkem 94,7% z nich se řadilo mezi zaměstnané, z nichž 69,9% patřilo mezi zaměstnance, 2,7% k zaměstnavatelům a zbytek pracoval na vlastní účet. Oproti tomu celých 51,7% občanů nebylo ekonomicky aktivní (to jsou například nepracující důchodci či žáci, studenti nebo učni) a zbytek svou ekonomickou aktivitu uvést nechtěl. Úhrnem 117 obyvatel obce (což je 44,8%), se hlásilo k české národnosti. Dále 53 obyvatel bylo Moravanů a 6 Slováků. Celých 135 obyvatel obce však svou národnost neuvedlo.
Vývoj počtu obyvatel za celou obec i za jeho jednotlivé části uvádí tabulka níže, ve které se zobrazuje i příslušnost jednotlivých částí k obci či následné odtržení.
| Místní části   | Místní části     | 1869 | 1880 | 1890 | 1900 | 1910 | 1921 | 1930 | 1950 | 1961 | 1970 | 1980 | 1991 | 2001 | 2011 | 2021 |
| -------------- | ---------------- | ---- | ---- | ---- | ---- | ---- | ---- | ---- | ---- | ---- | ---- | ---- | ---- | ---- | ---- | ---- |
| Počet obyvatel | část Nemochovice | 578  | 588  | 680  | 699  | 713  | 767  | 713  | 515  | 489  | 446  | 349  | 282  | 291  | 261  | 302  |
| Počet domů     | část Nemochovice | 99   | 117  | 128  | 131  | 135  | 141  | 152  | 167  | 143  | 133  | 113  | 135  | 144  | 151  | 160  |

## Obecní správa

### Obecní symboly
Znak a vlajka byly obci uděleny rozhodnutím předsedy Poslanecké sněmovny Parlamentu České republiky dne 8. října 2001.

## Pamětihodnosti
- Filiální kostel svatého Floriána

## Galerie

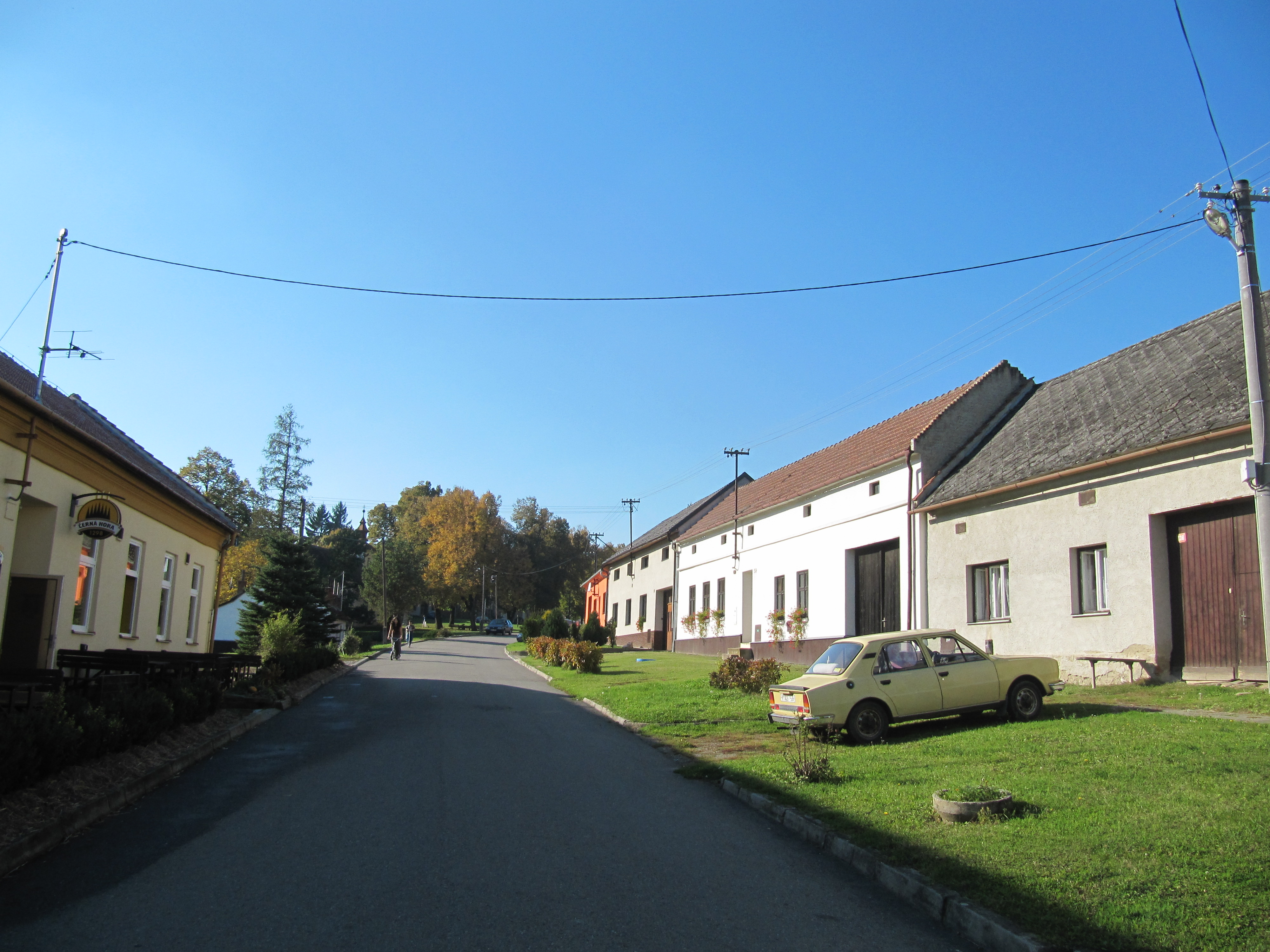
Náves
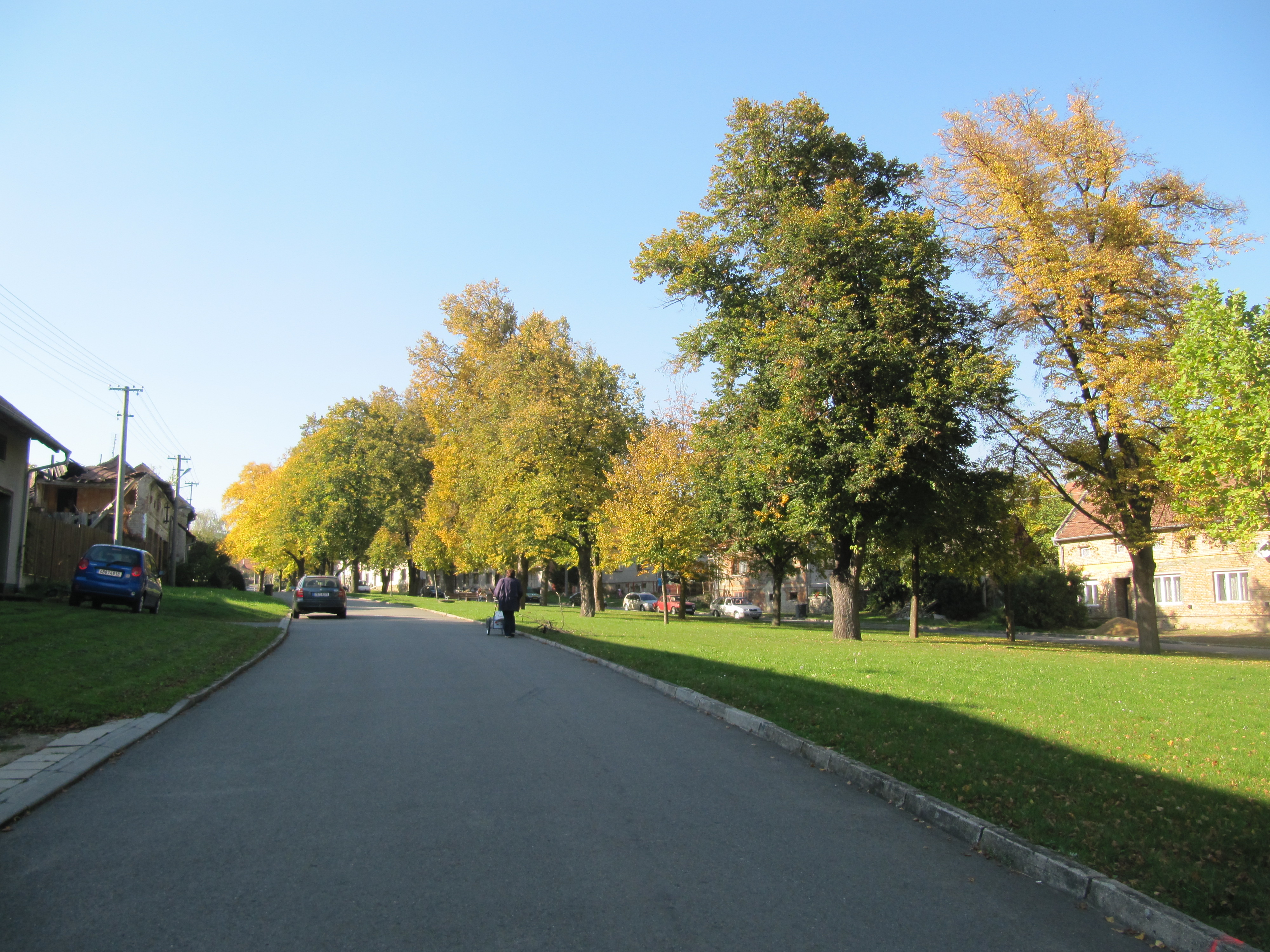
Stromy na návsi
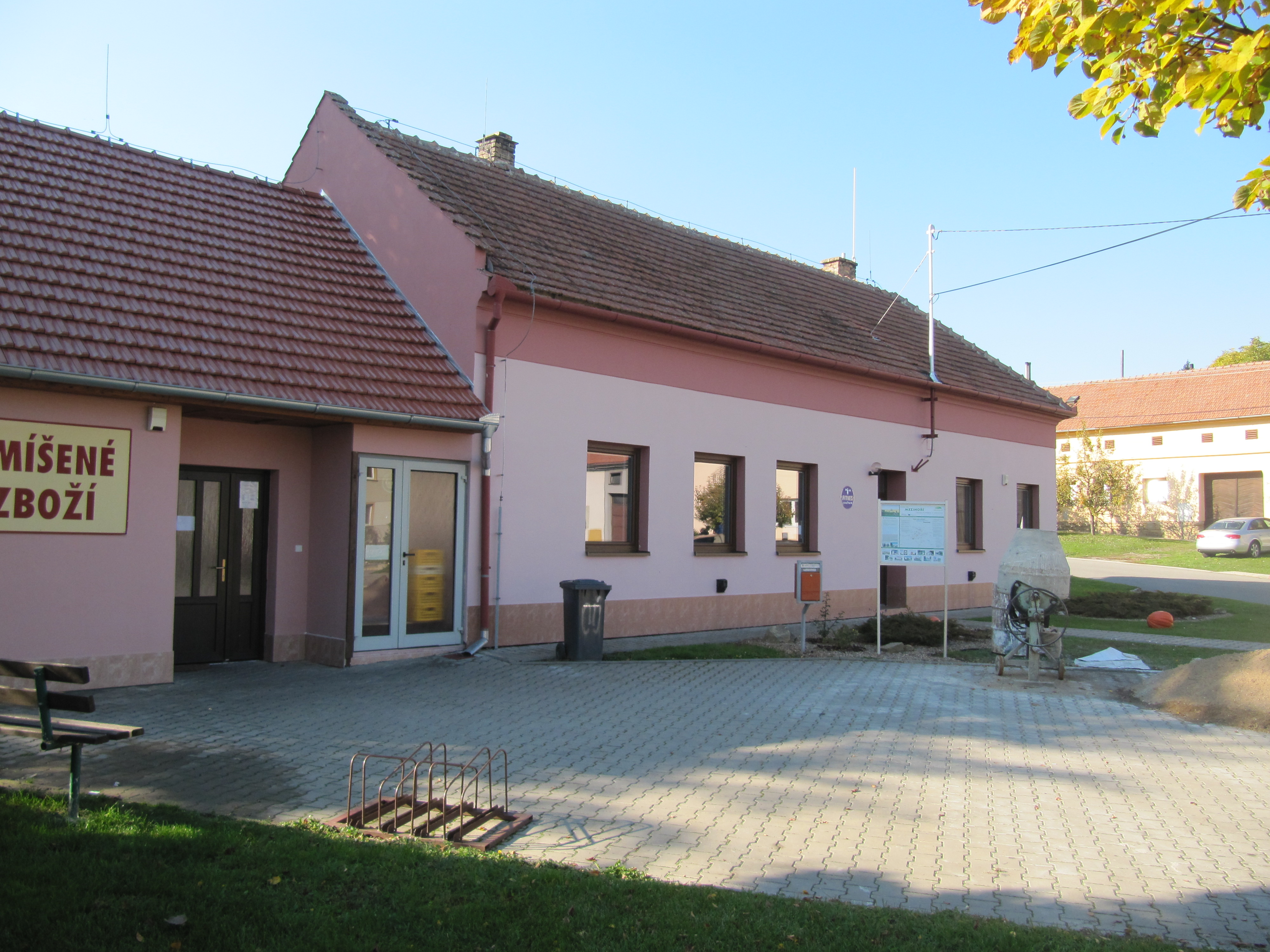
Obecní úřad
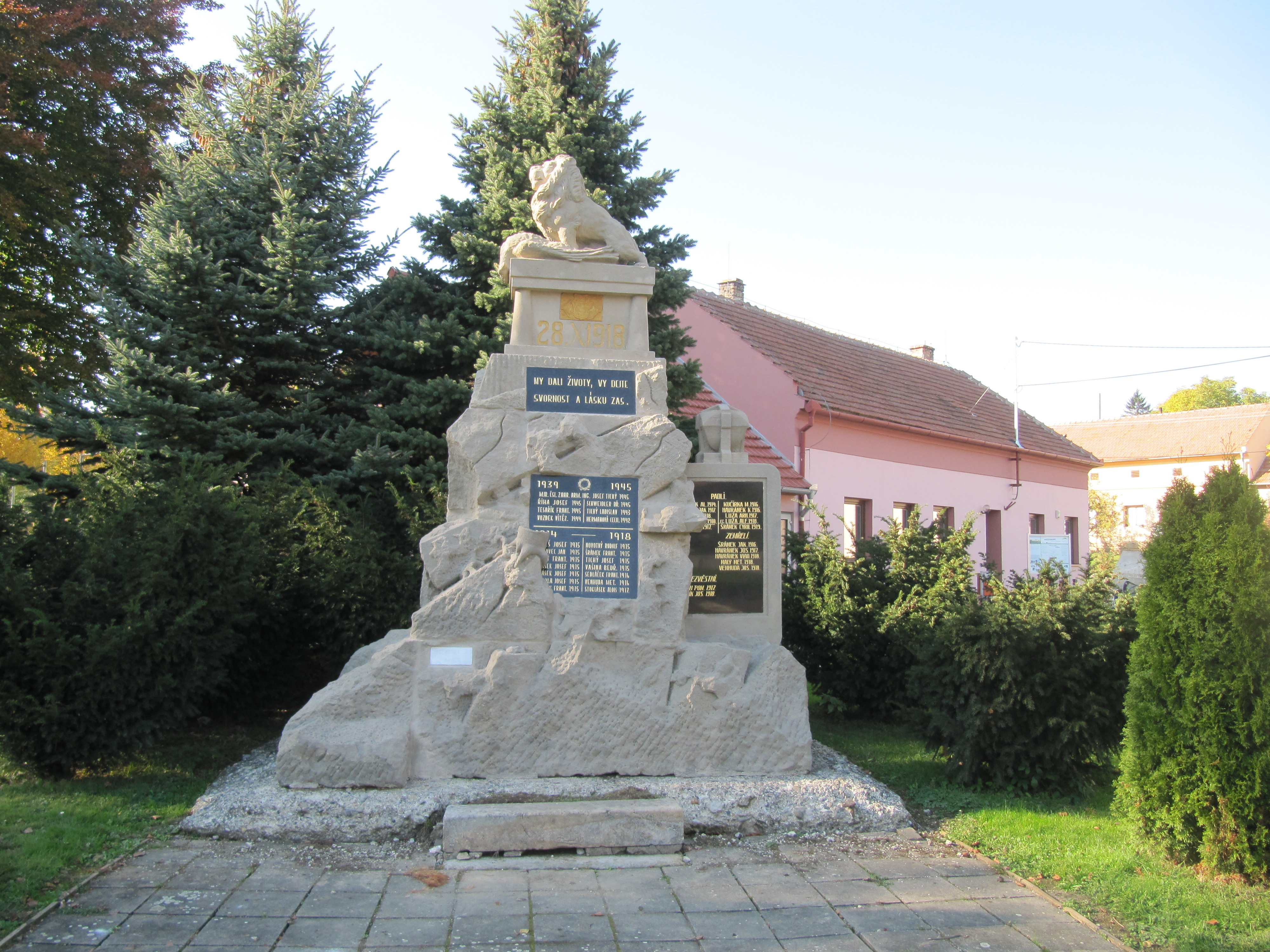
Pomník obětem první světové války